# Victor Gușan
Victor Gușan (russisch Виктор Анатольевич Гушан; * 9. September 1962 in der Moldauischen SSR) ist ein moldawischer Unternehmer und ehemaliger KGB-Offizier.

## Tätigkeit
Gușan ist Mitbegründer von Sheriff, einem in Tiraspol ansässigen Unternehmen, das die zentrale Säule der Sheriff Holding ist. Gușans Unternehmensgruppe kontrolliert de facto die Wirtschaft von Transnistrien und ist in nahezu allen Sektoren tätig. Er besitzt Unternehmen im restlichen moldawischen Staatsgebiet, in der Ukraine und in einer Reihe von Ländern der Europäischen Union und darüber hinaus mehrere Luxusresidenzen in der gesamten Ukraine. 1996 gründete er den FC Sheriff Tiraspol, dessen Präsident er ist.

## Werdegang
In den Wirren der Konflikte angesichts der Unabhängigkeitsbestrebungen der Moldauischen SSR gründeten die beiden ehemaligen KGB-Offiziere Victor Gușan und Ilja Kasmaly 1993 den Konzern Sheriff. Es ist in Transnistrien als ausländisches Unternehmen registriert. Er taucht aber in ausländischen Datenbanken nicht auf. 2000 gründeten sie in Chișinău die Telekommunikationsfirma Iunitel-Grup SRL. 2004 folgte die Gründung der Firma Business Market SRL, die 2008 von der zypriotischen Offshore-Firma Chanderia Investments Ltd. übernommen wurde. 2004 erreichten Gușan und Kazmaly die Britischen Jungferninseln, wo sie als russische Staatsbürger Gründer oder Manager von sechs Offshore-Firmen wurden: Vanora Financial Ltd., Mentor Financial Ltd., Civilpark Ltd., Minos Marketing Ltd., Palac Trading Ltd. und Morganton Investments Ltd. 2012 erzielte Business Market SRL im Zigarettengroßhandel einen Gewinn von über 480 Millionen Lei (40 Millionen US-Dollar). Später wurde das Unternehmen verkauft.
Laut ukrainischem Handelsregister ist Victor Gușan seit Anfang 2016 einer der Endbegünstigten des ukrainischen Mobilfunkbetreibers Intertelecom. Als 2014 der Krieg in der Ostukraine begann, ging der ukrainische Sicherheitsdienst  einer Verbindungen zwischen Intertelecom und Abhöraktivitäten von Handys zugunsten des russischen Militärs nach.

## Privates
Gușan hat die Staatsbürgerschaften von der Republik Moldau, Russland und der Ukraine. Sein Vermögen soll laut Medienberichten aus dem Jahr 2015 2 Milliarden US-Dollar betragen.